# Wijnbouwzones in de Europese Unie
Wijnbouwzones in de Europese Unie zijn als volgt ingedeeld. 
Zone A (De koelste zone)
Duitsland, behalve de wijngebieden van Baden.
Luxemburg
België
Nederland
Verenigd Koninkrijk en Noord-Ierland
Scandinavië: Zweden en Denemarken
Polen
Zone B
Duits wijngebied Baden
Oostenrijk
Frankrijk, alleen de gebieden Elzas, Champagne, Jura, Loire, Lotharingen en Savoie.
Slowakije
Zone C (De warmste zone)
Deze zone wordt verdeeld in 5 subzones:
C I a:
Frankrijk: Bordeaux, Bourgogne, Provence, Rhône en District Zuid-West (Midi).
Spanje: Het uiterste noorden van het land.
Portugal: Nagenoeg het hele land.
C I b:
Italië: Twee kleine gebieden in het noorden van het land (Zuid-Tirol en Valle d'Aosta en Hongarije).
C II:
Frankrijk: Languedoc-Roussellon
Spanje: Noord Spanje
Italië: Noorden en midden van het land.
C III a:
Griekenland: De koelere gebieden
C III b:
Frankrijk: Corsica en twee gebieden grenzend aan de Middellandse Zee
Spanje: Midden en zuiden van het land en de Balearen
Portugal: Enkele van de warmste gebieden.
Italië: Zuiden van het land en Sardinië
Griekenland: De warmste gebieden van het land
Cyprus
Malta